# スケルトン・タンク
スケルトン・タンク（スケルトン戦車とも 英：Skeleton Tank）は、アメリカ合衆国のホルト・トラクター社（現キャタピラー社）が第一次世界大戦末に開発した戦車である。

## 概要
塹壕突破の為に開発された戦車であったが、超壕能力を求めるあまり履帯が長くなり重量が増加するという問題を抱えた。これは軟弱な地面で各坐しそこを狙い撃ちにされる危険性を孕んでいた。そこで車体を軽量化した戦車の開発が行われることとなった。
スケルトン・タンクはイギリスのマークI戦車のようなひし形の履帯を有するものの、徹底的な軽量化を目指し側面の装甲や武装が取り払われた。そして履帯に挟まれる様に鋼管フレームで支えられた、中央の装甲化された箱状の操縦室とエンジン・燃料タンクが設けられ、そこから前方に履帯を回すシャフト、後方に排気管が備わる。上面部には回転砲塔を有していた。その骨格だけの姿から「スケルトン」と名付けられた。
性能的には問題がなかったものの、開発開始自体が1918年と大戦末期に当たり需要が無くなっていた。また、重量はマークIの4分の1弱という大幅な軽量化に成功したものの、武装が機関銃または37mm砲程度が限界と、戦車としては発展性が低いと判断された為に量産には至らなかった。

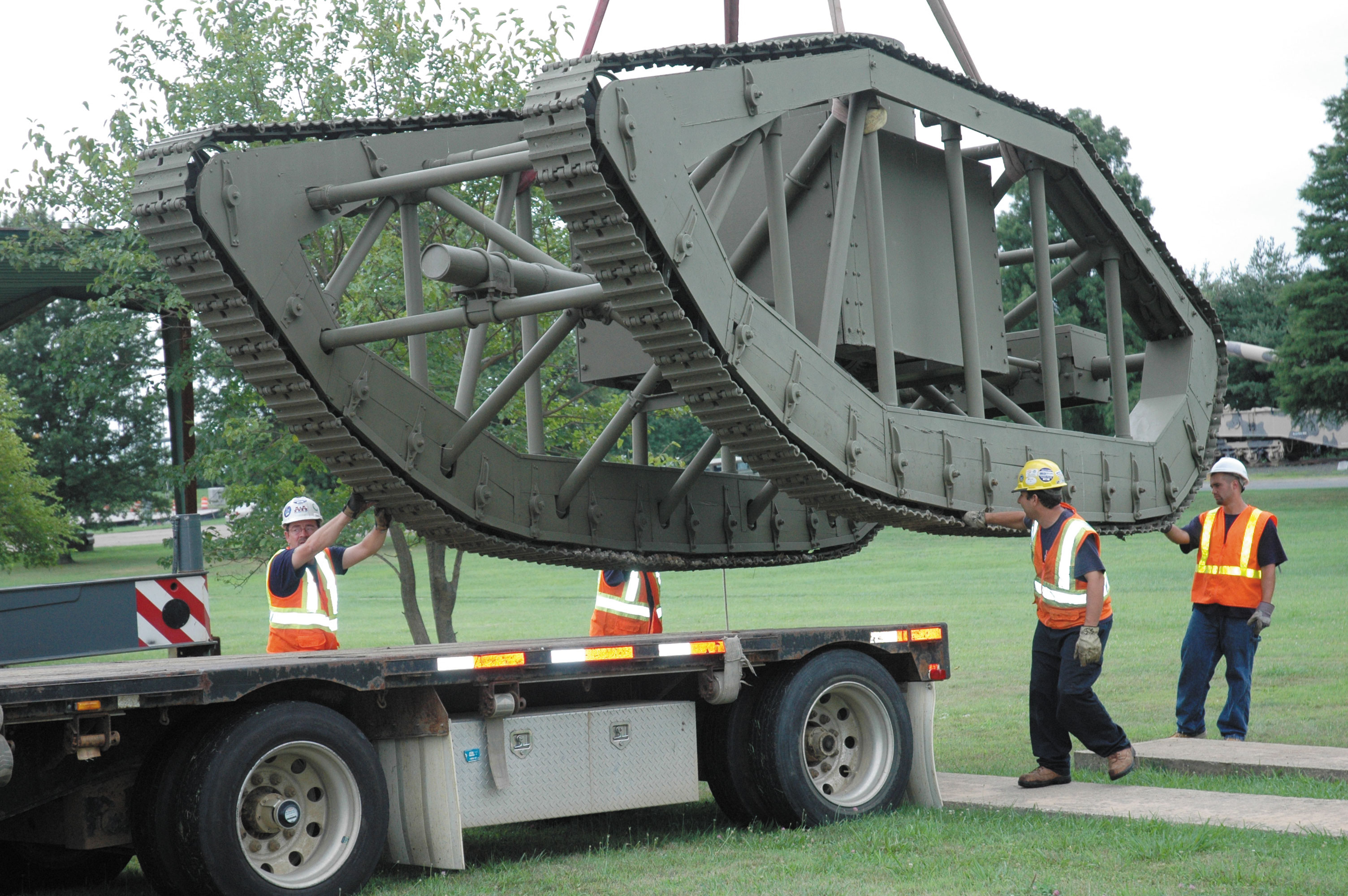
クレーンで吊り上げられた車両
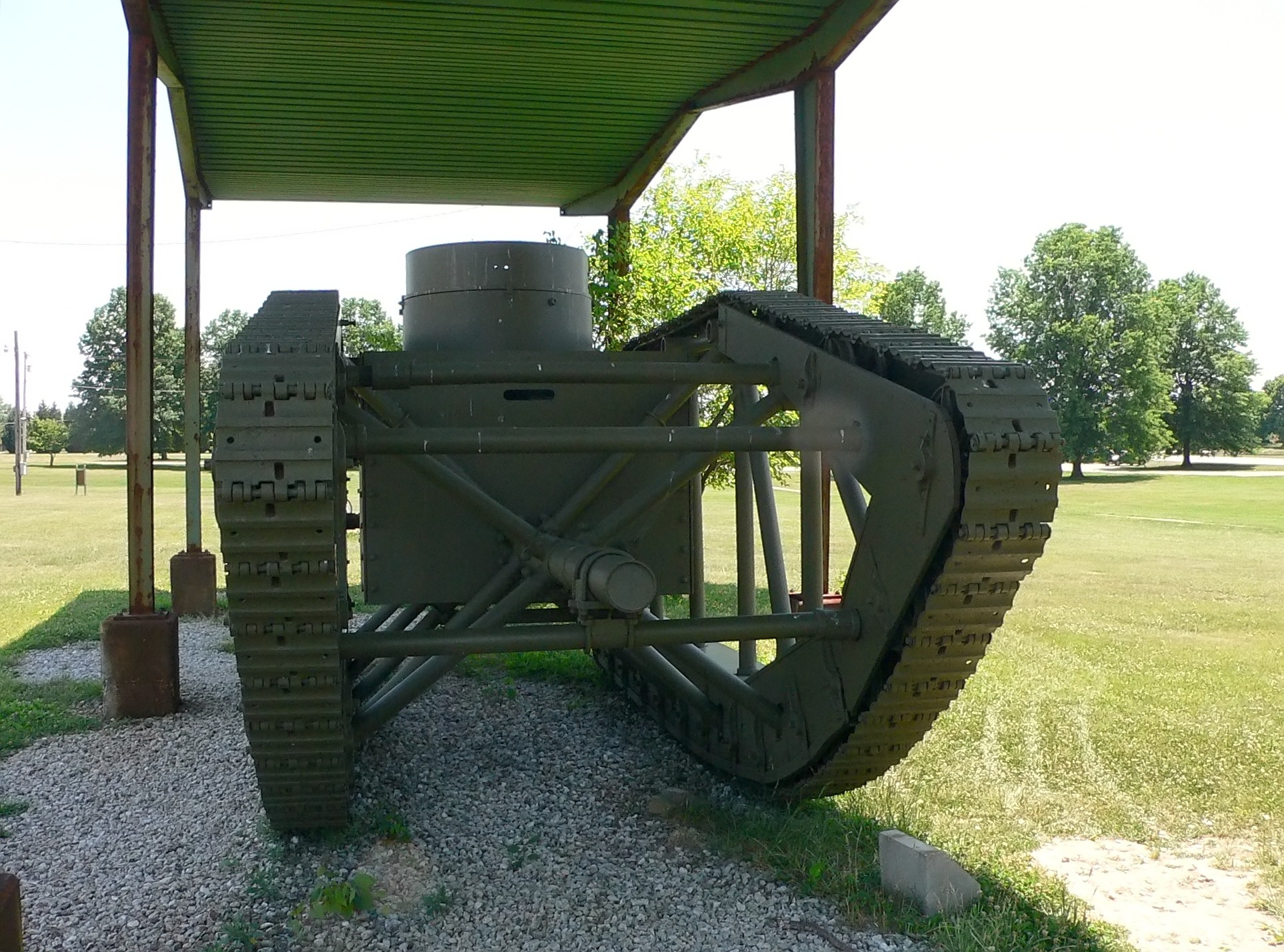
シャフトが伸びる前部
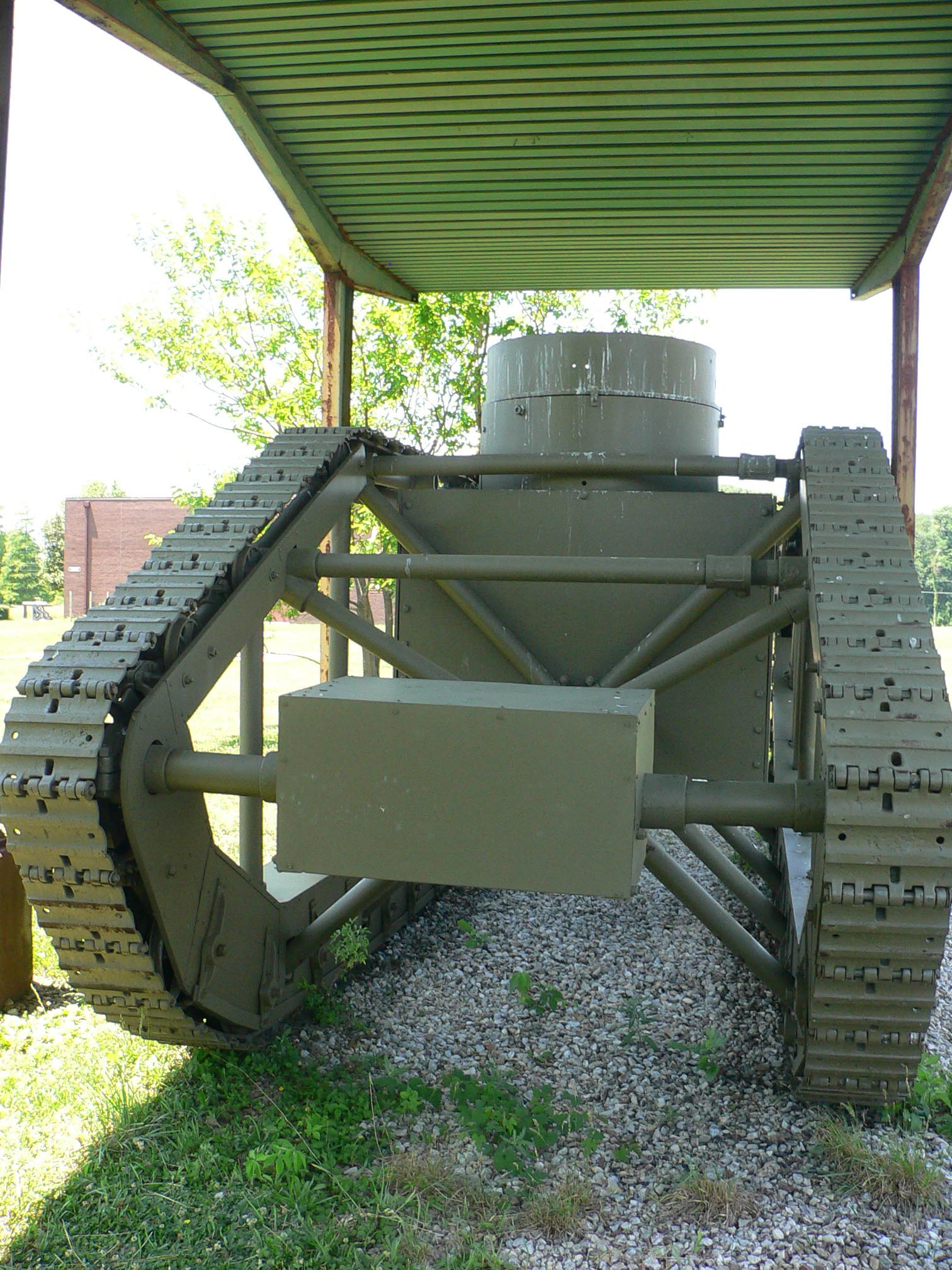
後方より